# Prigionieri di un conto
Prigionieri di un conto (Porky Pig's Feat) è un film del 1943 diretto da Frank Tashlin. È un cortometraggio d'animazione della serie Looney Tunes, uscito negli Stati Uniti il 17 luglio 1943. Fu il primo cartone animato della Leon Schlesinger Productions diretto da Tashlin dopo il suo ritorno nello studio a seguito di un'assenza di tre anni e mezzo in cui aveva lavorato per Disney e Screen Gems. È anche l'unica apparizione di Bugs Bunny, e l'ultima di Porky Pig, in un cartone animato in bianco e nero (Bugs non era mai apparso prima nella serie Looney Tunes). Il film presenta inoltre il primo utilizzo nella serie Looney Tunes del brano "Powerhouse" di Raymond Scott, celebre per essere stato poi usato in oltre quaranta cortometraggi Warner Bros. Il corto è di pubblico dominio dal 1971 poiché la Warner non ne rinnovò il copyright.

## Trama

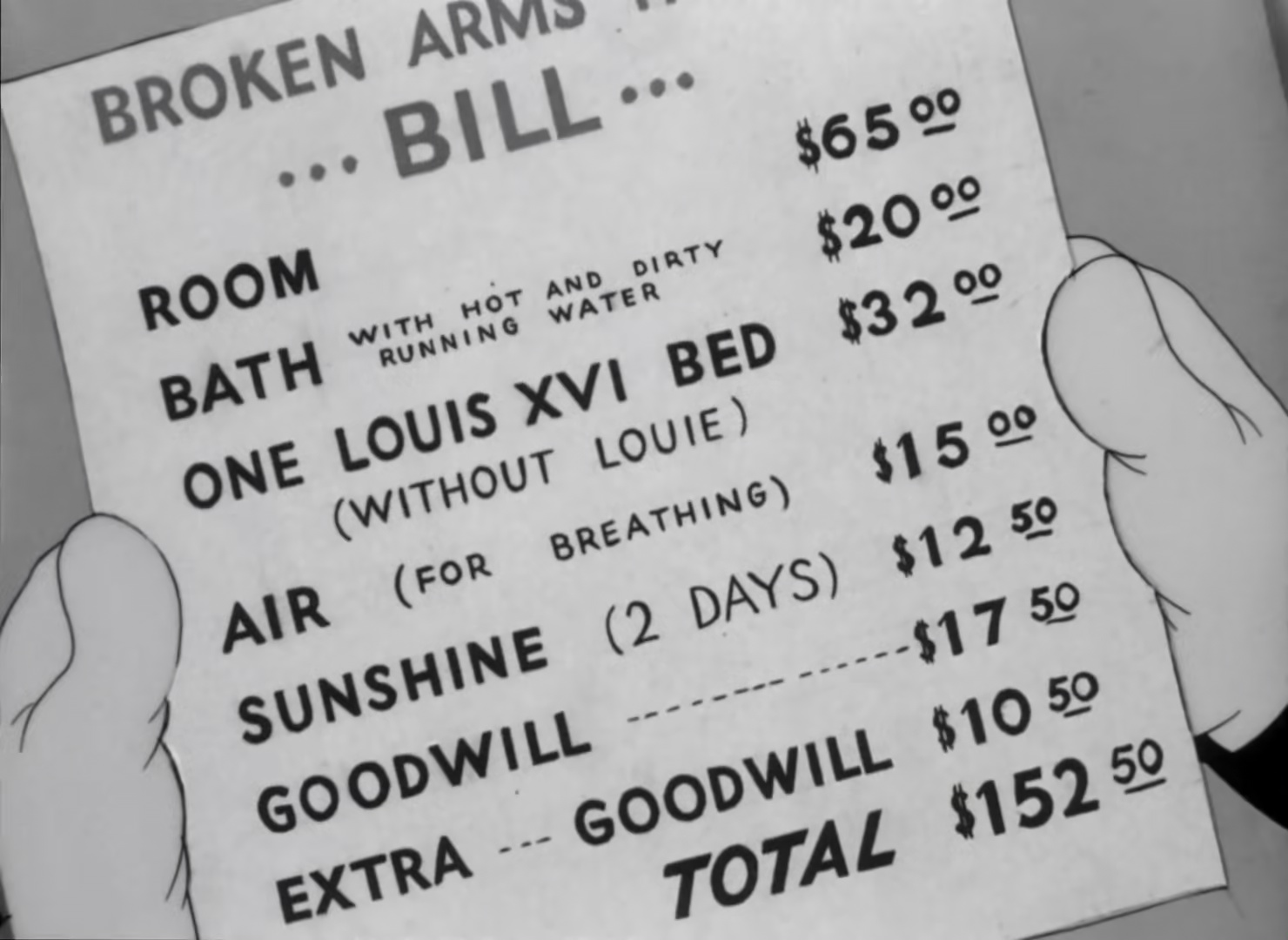
Il conto che Porky e Daffy devono pagare

Porky Pig e Daffy Duck vorrebbero andarsene dall'albergo Braccia Rotte senza pagare il salatissimo conto (che include ogni lusso, tra cui aria respirabile, sole e buona volontà), poiché Daffy ha perso tutti i loro soldi giocando a dadi. Nonostante i numerosi metodi per eludere il manager dell'albergo (usare l'ascensore, buttarlo giù da una grande scala a chiocciola, annodare lenzuola e calarsi da una finestra, dondolarsi da una finestra a un edificio dall'altra parte della strada), lui ha sempre la meglio e alla fine li rinchiude in una stanza, incatenati, dove rimarranno finché non avranno pagato. Arriva l'inverno e Daffy inizia a perdere la ragione. Porky suggerisce quindi di chiamare Bugs Bunny, famoso per riuscire a uscire da situazioni apparentemente inevitabili. Daffy concorda, e durante la telefonata Bugs gli chiede se abbiano provato vari metodi di fuga, tutti effettivamente tentati dai due. Quando Daffy gli dice di averli provati tutti, la porta della stanza accanto si apre e si vede Bugs nella loro stessa situazione, che dice: "Ah, e non hanno funzionato, vero?".

## Distribuzione

### Edizione italiana
La prima edizione italiana del film fu trasmessa direttamente in televisione negli anni ottanta. Il doppiaggio fu eseguito dalla Effe Elle Due e diretto da Franco Latini su dialoghi di Maria Pinto, i quali si discostano dagli originali in numerose occasioni. Nel 2004, per la trasmissione nel contenitore di Rai 2 Warner Show, la Time Out Cin.ca ne eseguì un ridoppiaggio diretto da Massimo Giuliani su dialoghi più fedeli agli originali. Non essendo stata registrata una colonna internazionale, in entrambi i casi fu sostituita la musica presente durante i dialoghi.

### Edizioni home video

#### VHS
America del Nord
- Daffy Duck: Tales from the Duckside (12 agosto 1992)

#### Laserdisc
- Ham on Wry: The Porky Pig Laser Collection (10 marzo 1993)

#### DVD e Blu-ray Disc
Il corto fu pubblicato in DVD-Video in America del Nord nel terzo disco della raccolta Looney Tunes Golden Collection: Volume 3 (intitolato Porky and the Pigs) distribuita il 25 ottobre 2005, dove è visibile anche con un commento audio di Joe Dante. In Italia fu invece inserito nel DVD Daffy Duck & Porky Pig: Volume 2 della collana Looney Tunes Collection, uscito il 18 maggio 2006. In America del Nord fu poi inserito, nuovamente col commento audio, nel primo disco della raccolta Looney Tunes Platinum Collection: Volume Three, uscita in Blu-ray Disc il 12 agosto 2014 e in DVD il 4 novembre, e nel quinto disco della raccolta DVD Porky Pig 101, uscita il 19 settembre 2017.

## Accoglienza
Nel 2010 il film fu selezionato per l'inclusione nel libro di Jerry Beck The 100 Greatest Looney Tunes Cartoons; in tale occasione l'animatore Mark Mayerson scrisse: "Frank Tashlin aveva uno stile di regia molto personale. Sceglieva angolazioni di ripresa insolite e non aveva mai paura di tagliare rapidamente le inquadrature per ottenere un effetto umoristico. I suoi personaggi erano spesso ritratti in posizioni "estreme" (esagerate), e queste pose venivano mantenute molto più a lungo di quanto altri registi avrebbero osato. La regia di Tashlin è così vistosa che è divertente da guardare quanto i personaggi stessi. Prigionieri di un conto è piuttosto standard dal punto di vista narrativo, tipico dei cartoni animati della Warner Bros. che mettono i personaggi l'uno contro l'altro. È il modo in cui Tashlin racconta questa storia a renderla così memorabile."